# Natalia Valeeva
Natalia Valeeva (n. 15 noiembrie 1969, Tîrnauca, raionul Slobozia, Nistrenia) este o arcașă din Republica Moldova, dublă medaliată cu bronz la Jocurile Olimpice de vară de la Barcelona din 1992. Din 1997 reprezintă Italia pe plan internațional

## Biografie
Natalia Valeeva s-a născut la data de 16 noiembrie 1969 în orașul Tiraspol. Este una dintre cele mai renumite sportive la tir cu arcul. A devenit campioană mondială în aer liber (1995), campioană mondială în sală (1991, 1999, 2001), campioană europeană (2002), deținând timp de mai multe săptămâni locul 1 în clasamentul mondial al tirului cu arcul feminin. A obținut titlul de maestră a sportului în tir cu arcul.
Valeeva deține un record olimpic unic. Ea a participat la 4 Jocuri Olimpice de vară, concurând la primele trei pentru trei țări diferite. A obținut două medalii de bronz olimpic la Barcelona 1992 (pentru echipa unificată a CSI), în proba de tir cu arcul (individual și echipe). 
A concurat apoi la Atlanta 1996 pentru Republica Moldova, obținând locul 12 la individual și ulterior la Sydney 2000 pentru Italia, obținând locul 7 atât la individual, cât și la echipe.
De asemenea, a reprezentat Italia și la Atena 2004, fiind singura reprezentantă feminină a acestei țări și clasându-se abia pe locul 53. Valeeva s-a căsătorit cu un arcaș italian după Olimpiada de la Atlanta și au împreună un fiu. Familia sa locuiește acum în orașul italian Modena. 
Natalia Valeeva continuă să se afle în topul primilor 10 arcași, obținând locul 9 la Campionatul Mondial din 2001 (Beijing), locul 6 la Campionatul Mondial din 2003 (New York) și locul 4 la Campionatul Mondial din 2005 (Madrid). La ampionatul European din 2004 de la Bruxelles, a obținut de asemenea locul 6.